# Tổng công ty vận chuyển Incheon
Tổng công ty vận chuyển Incheon hiện đang quản lý Tàu điện ngầm Incheon, Wolmi Galaxy Rail, thông tin xe buýt Incheon, Ga cuối xe buýt Incheon, gọi taxi cho người khuyết tật trong Incheon, Hàn Quốc, thành lập vào năm 1993. Vào năm 2011 Tổng công ty vận chuyển Incheon sáp nhập với ′Incheon Metro′, thành lập vào năm 1998 để quản lý Tàu điện ngầm Incheon tuyến 1. Trong tương lai công ty có kế hoạch quản lý Tuyến 2 cũng như Tuyến 3.

## Liên kết
- Trang chính thức Tổng công ty vận chuyển Incheon Lưu trữ ngày 9 tháng 11 năm 2014 tại Wayback Machine